# قمة البريكس 2017
قمة البريكس 2017 في الصين شيامين هي القمة التاسعة التي تجمع قادة دول منظمة البريكس التي تضم الصين روسيا الهند جنوب أفريقيا والبرازيل، وهي القمة التي تعقد في الصين للمرة الثانية بعد القمة عام 2011.

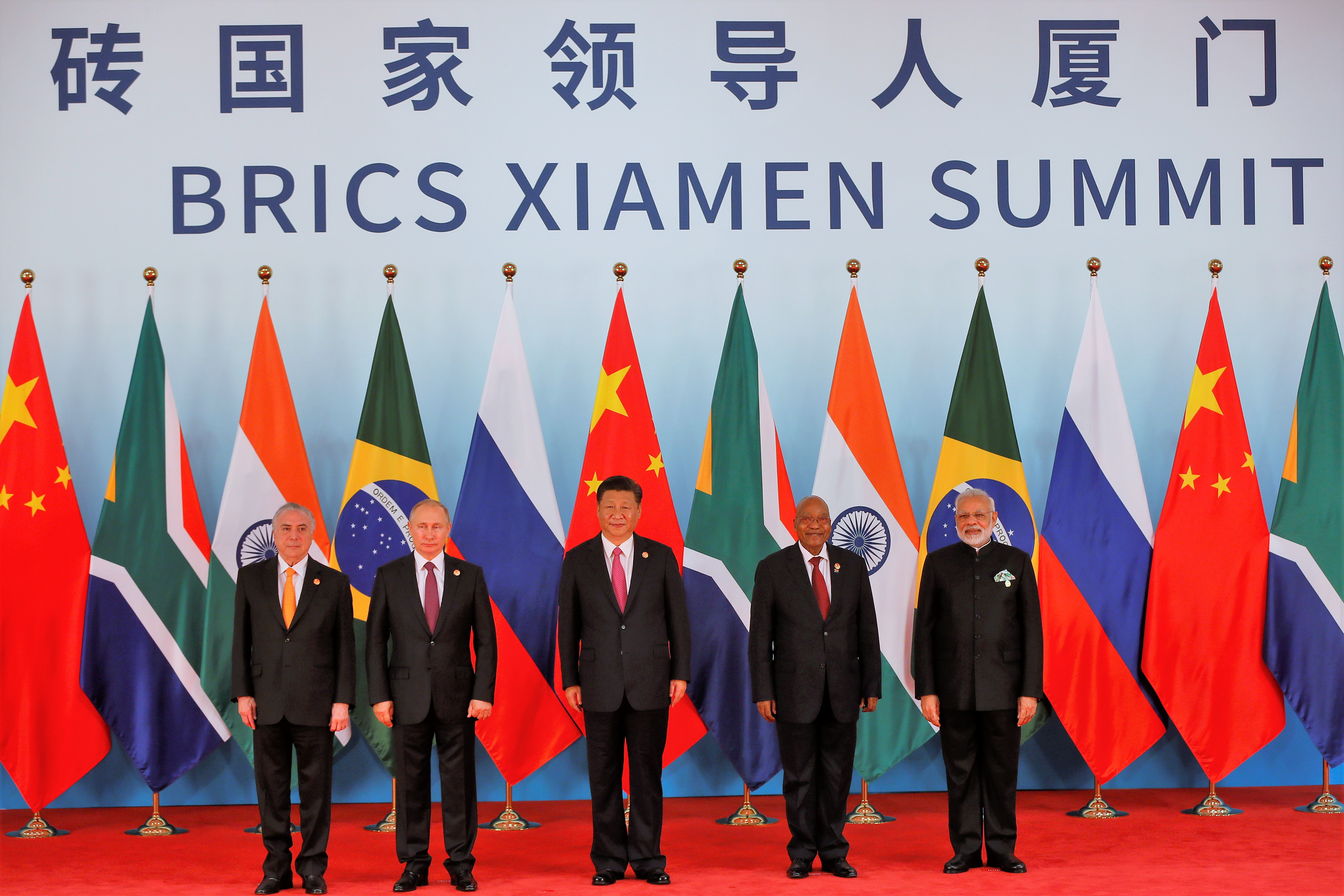
قادة دول قمة البريكس

## القادة المشاركون

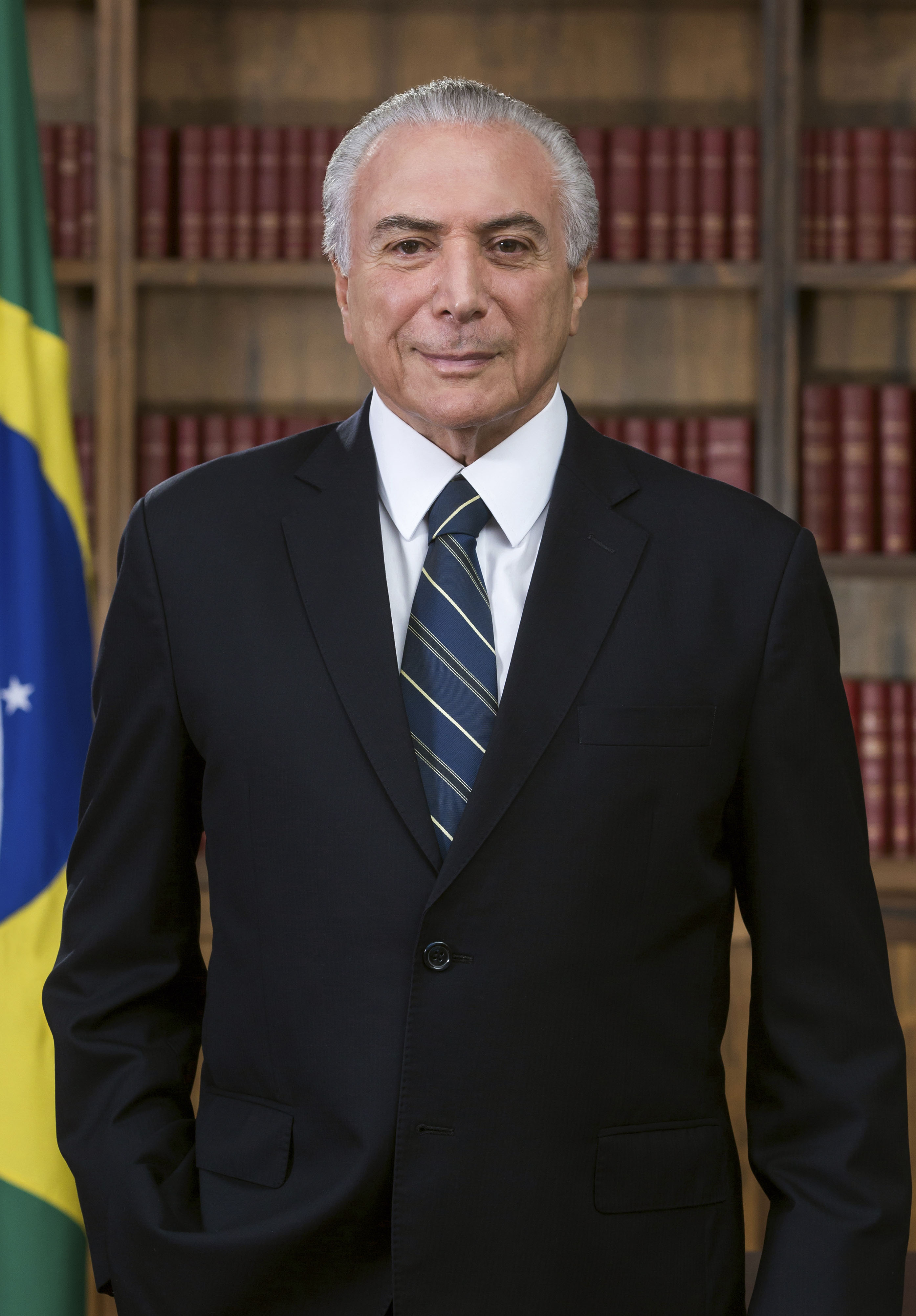
' ميشال تامر، رئيس البرازيل
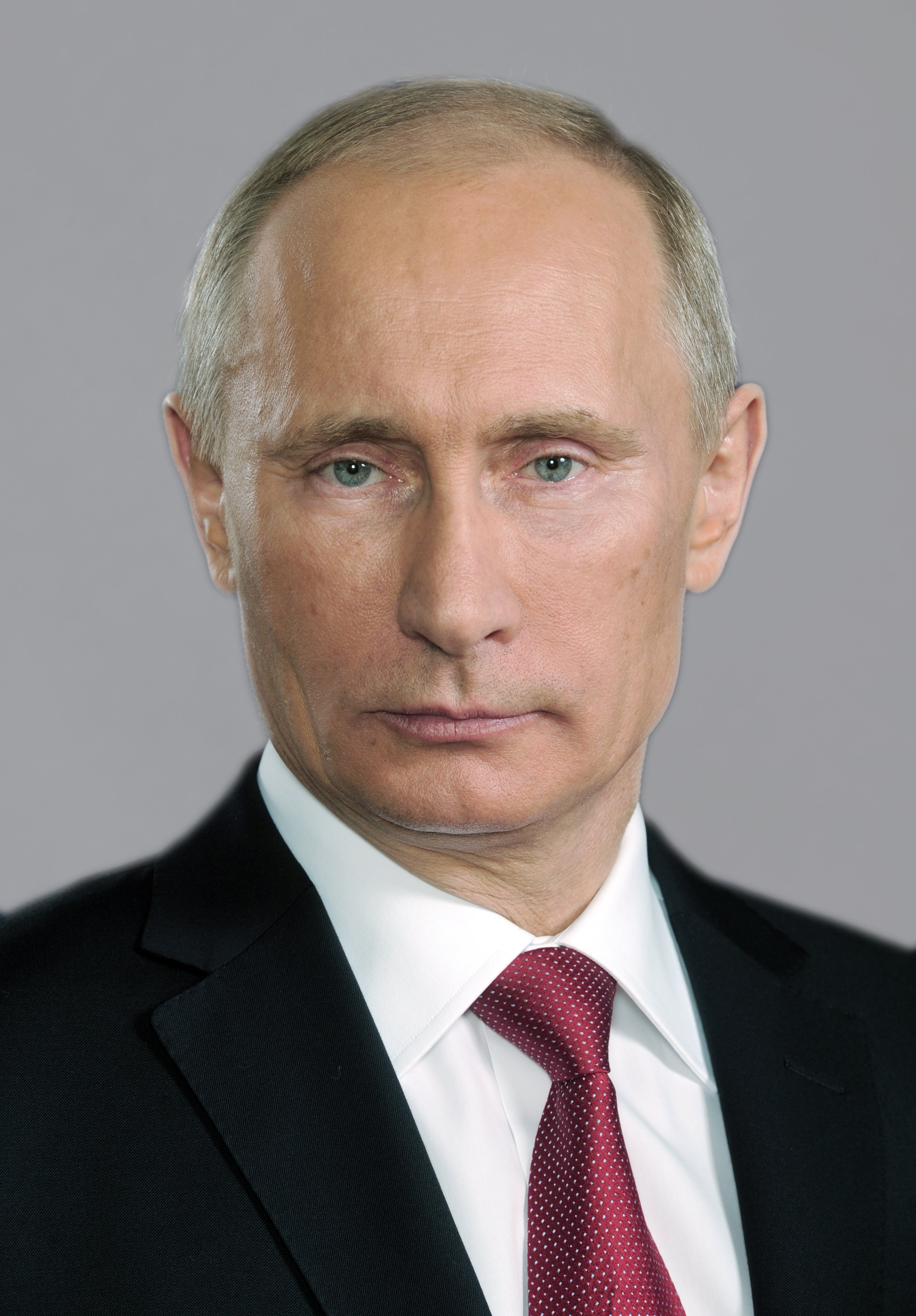
' فلاديمير بوتين، رئيس روسيا
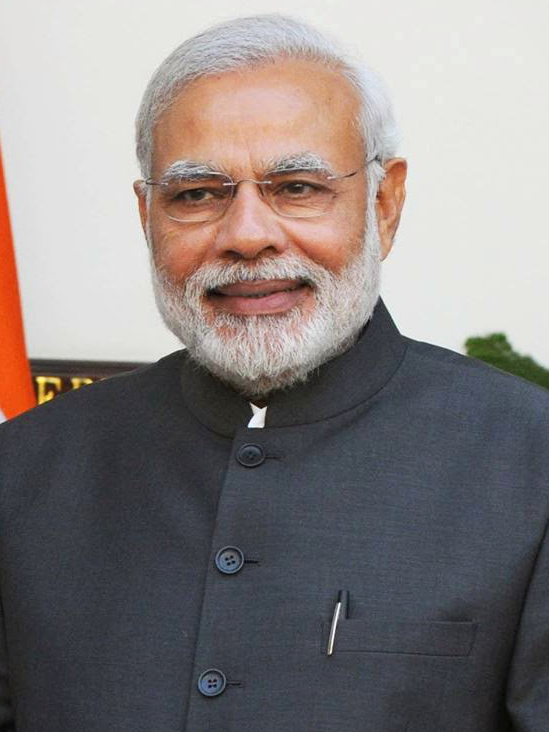
' ناريندرا مودي، رئيس وزراء الهند
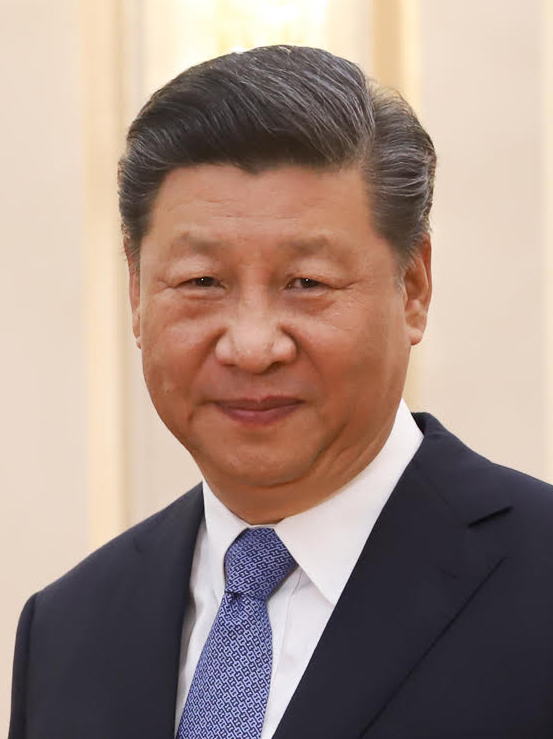
' شي جين بينغ، رئيس الصين (المضيف)
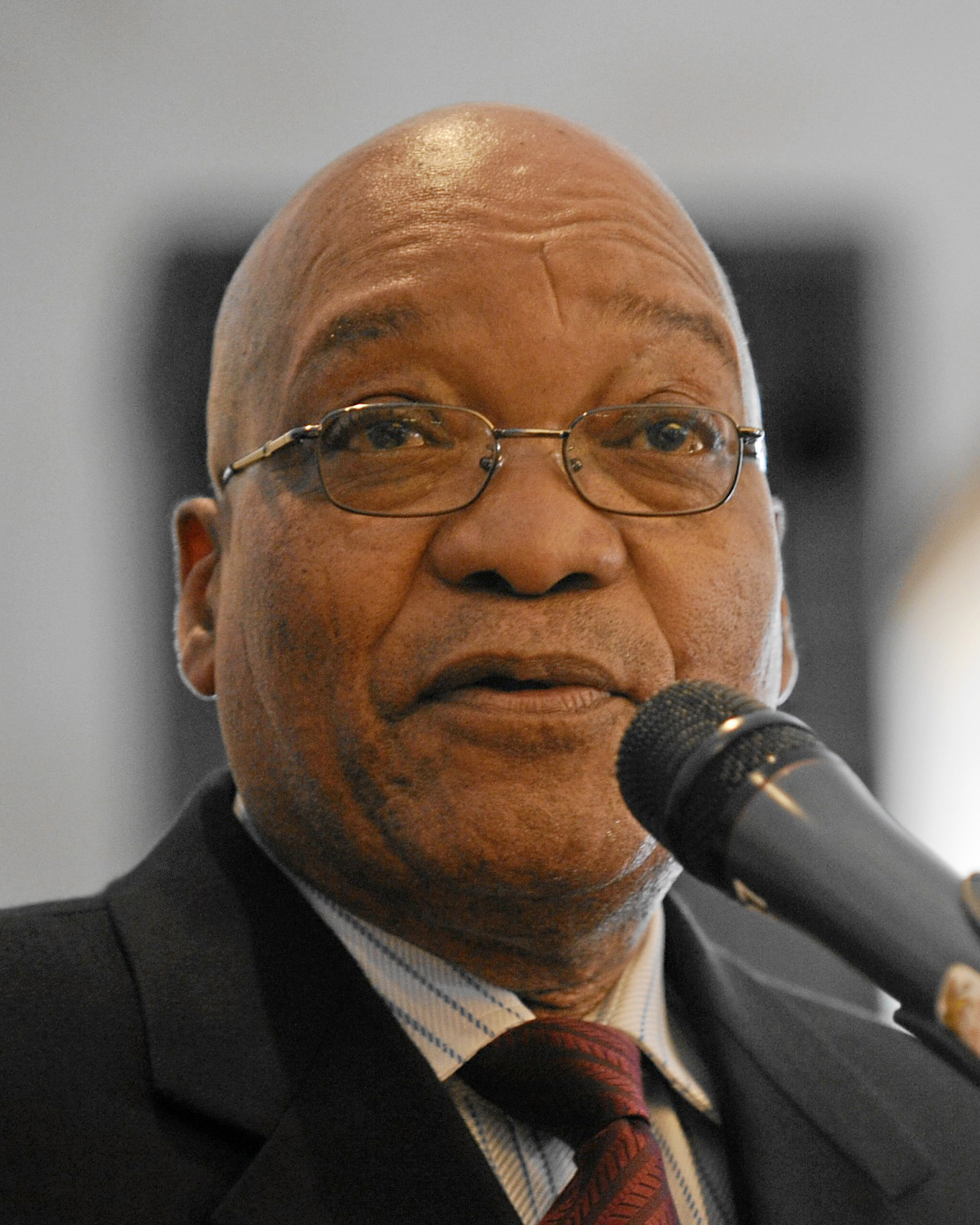
جاكوب زوما، رئيس جنوب أفريقيا

- البرازيل
ميشال تامر، رئيس البرازيل
- روسيا
فلاديمير بوتين، رئيس روسيا
- الهند
ناريندرا مودي، رئيس وزراء الهند
- الصين
شي جين بينغ، رئيس الصين (المضيف)
- جنوب إفريقيا
جاكوب زوما، رئيس جنوب أفريقيا